# ホエーブス (ストーブ)
ホエーブス（Phoebus ）は、オーストリアのヨーゼフ・ローゼンタール金物製作所（Metallwarenfabrik Josef Rosenthal 、MJR）が1920年頃から1992年まで生産していたキャンプ用のストーブとランタンブランドである。燃料にはホワイトガソリン及び灯油を使用する。かつては多くの山岳部で使用されたが1992年に生産が中止され、その後榮製機から復刻、販売された。

## 概要
1920年代からオーストリア陸軍の要請に応じて登山用のストーブやランタンの生産、販売を行なう。
第二次世界大戦中の1930年代後半ウィーン陥落後、ドイツ併合時はドイツ製もある。「ジャーマン・ホエーブス」として、コレクターには珍重されている。
製品は信頼性が高く、メンテもしやすく、堅牢で長年に渡り生産され、世界中で使用された。1992年に生産が終了した。

## 使用法
No.625の場合、あらかじめポンプで燃料タンクを加圧する。タンク中央部のくぼみに固形燃料やアルコールを置いてプレヒート（予熱）して燃料を気化してから点火する。気化しているとノズルを開いた時にシューという噴出音がする。そこにライターやマッチ等の火器で点火する。

## 使用時の注意
予熱が不十分だと燃料が十分に気化していないため、液体の燃料が噴射して炎が上がり危険である。テント内での使用は一酸化炭素中毒、炎上の危険性があるため危険である。使用時には周囲に可燃物のない場所で風の方向に気をつけて使用する。

## 主な製品
ストーブ
- No.625 - タンクの容量が大きい。ポンプ加圧型。灯油を燃料とする625Pもある。サイレントバーナー。通称「大ブス」。
- No.725 - タンクの容量が小さい。自然加圧型。ローラーバーナー独特の燃焼音。通称「小ブス」。

- No.225 - 箱形のガソリンストーブ。サイレントバーナー。ガンメタのハンマートーン風のペイントのロアケース。通称「箱ブス・シロ」
- No.525 - 箱形の灯油ストーブ。サイレントバーナー。緑掛かったハンマートーン風のロアケース。通称「箱ブス・ケロ」

ランタン
- No.611 - 小型のガソリンランタン。
- No.615 - 小型の灯油ランタン。
- No.621 - 中型のガソリンランタン。ツーバルブ。
- No.635 - 中型の灯油ランタン。
- No.645 - 大型の灯油ランタン。
- No.665 - 大型の灯油ランタン。

## その他
- 旧旧製品は丸い黄色い金属缶、旧製品は角型の金属缶に入っていた。後に丸型の金属缶になる。
- 各国でコピーが作られた。
- 材質が鉄なので錆び易い。
- 1999年に榮製機から復刻された時はタンクはステンレス製になった。
- ジェット交換によりホワイトガソリン及び灯油を使用可能